# Marvel Tsum Tsum
Marvel Tsum Tsum fue un videojuego de lógica móvil gratuito para iOS y Android desarrollado por XFLAG y publicado por Mixi. El juego se centraba en los personajes de Marvel representados como juguetes Tsum Tsum.
A pesar de tener una jugabilidad similar, el juego no está relacionado con Disney Tsum Tsum de Line Corporation. El juego se lanzó en todo el mundo el 31 de agosto de 2016 y se cerró el 31 de octubre de 2017.

## Jugabilidad
El juego funciona de manera similar al juego Disney Tsum Tsum con la conexión de Tsum Tsum en una línea para eliminarlos en sesenta segundos y la inclusión de un modo Mega Charge, que es similar al modo Fever de la versión de Disney. Fuera de la jugabilidad que se replica de Disney Tsum Tsum, hay adiciones exclusivas a esta versión del juego, como la adición de una segunda habilidad que requiere más Tsum Tsum para activarse. Se han agregado batallas de jefes en las que el jugador juega contra otro personaje y tiene que derrotar al jefe para ganar, con cualquier objetivo potencial si juega en el modo Escenario.
Un jugador puede usar hasta tres Tsum Tsum (uno como líder y dos como apoyo) ya que esos Tsum Tsum se usan para cada juego en cualquier modo. En el modo Batalla, se pueden crear bonificaciones combinando diferentes Tsum Tsum del mismo tipo.

### Modos de juego
El primer modo es el modo Etapa normal en el que hay una cierta cantidad de niveles con minijefes y un jefe presente en cada etapa. El jugador puede ganar hasta tres estrellas por completar cada tarea para cada estrella individual, y la primera estrella se obtiene al cumplir con el requisito del nivel. La segunda y la tercera estrella se pueden obtener al alcanzar una determinada puntuación. También hay niveles de bonificación que se pueden desbloquear con una cierta cantidad de estrellas de las partes normales del escenario. Los niveles regulares se representan con estrellas amarillas y los niveles de bonificación se representan con estrellas blancas. Los jugadores pueden ganar premios por diferentes cantidades de estrellas obtenidas. Para que el jugador continúe, debe obtener al menos una estrella.
El segundo modo es el modo Batalla, que es un modo cooperativo en el que los jugadores pueden unirse a otro jugador para luchar contra un personaje. Los jugadores luchan contra villanos por el premio potencial del villano Tsum Tsum que los jugadores lucharon mientras los jugadores luchan contra otros héroes por el premio potencial de IS0-8 (diferentes colores según el oponente) o aumentos de experiencia. Hay diferentes niveles de dificultad para cada batalla (aunque los niveles de dificultad disponibles varían según la batalla), que van desde Fácil, Normal, Difícil, Experto, Caos e Imposible.

### Elementos
Las dos formas de moneda en el juego son monedas y orbes. Las monedas se pueden comprar con orbes o se pueden ganar jugando. Los orbes se pueden comprar con dinero del mundo real además de obtenerse al obtener una cierta cantidad de estrellas y al superar ciertos niveles de dificultad en el modo Batalla por primera vez, entre otras formas diversas.
ISO-8 se puede obtener a través de Batallas, obteniendo Tsum Tsum duplicado u obteniendo estrellas. Hay seis colores diferentes, con verde (poder), azul (velocidad) y rojo (poder) que son representativos de cada clase y los colores universales de blanco, morado y rosa se usan para subir de nivel a los personajes.

### Obtención de Tsum Tsum
Los jugadores pueden comprar un Tsum Tsum aleatorio a través de una caja de monedas (comprada con 30,000 monedas) o una caja de orbes (comprada con 5 orbes), ya que la mayoría de los Tsum Tsum disponibles son diferentes para cada caja. En el caso de un duplicado, las estadísticas y los niveles de suerte del Tsum Tsum duplicado aumentan además de obtener una pieza de ISO-8 según el personaje.

### Estadísticas
Cada Tsum Tsum tiene una estadística de Ataque, Defensa y Salud además de un nivel de Suerte. Además, cada Tsum Tsum tiene dos habilidades y una habilidad única que se puede subir de nivel usando ISO-8. Tsum Tsum se puede subir de nivel usando los aumentos de experiencia obtenidos al jugar el juego o usando el Tsum Tsum mientras se juega.

## Recepción
Nick Tylwalk de Gamezebo elogió el juego escribiendo: "Giro ligeramente diferente en match-3 con mecánica basada en la física. Un montón de personajes, desde íconos hasta favoritos de los fanáticos". También lo crítico escribiendo: "No hay cura si sufres de fatiga de match-3. Tanto el sistema de energía como el de nivelación pueden ser molestos".